# Obsjtina Polski Trămbesj
Obsjtina Polski Trămbesj (bulgariska: Община Полски Тръмбеш) är en kommun i Bulgarien.   Den ligger i regionen Veliko Tărnovo, i den centrala delen av landet, 200 km öster om huvudstaden Sofia.
Obsjtina Polski Trămbesj delas in i:
- Ivantja
- Karantsi
- Kutsina
- Klimentovo
- Maslarevo
- Obedinenie
- Orlovets
- Pavel
- Polski Senovets
- Radanovo
- Petko Karavelovo
- Strachilovo

Följande samhällen finns i Obsjtina Polski Trămbesj:
- Polski Trămbesj